# Theodor Ebneter
Theodor Ebneter (* 12. September 1923 in Rorschach; † 22. Januar 2003) war ein Schweizer Romanist, Sprachwissenschaftler und Hochschullehrer.

## Leben und Wirken
Nach seiner Matura 1942 in St. Gallen studierte Theodor Ebneter von 1942 bis 1948 Romanistik, Germanistik und Indogermanistik an der Universität Freiburg (Schweiz) und anschliessend an der Universität Zürich. Sein Studium in Freiburg schloss er 1948 mit einer Promotion ab. Von 1950 bis 1951 war er Mitarbeiter beim Istituto Svizzero di Roma und arbeitete dann bis 1957 in Frauenfeld im Schuldienst. 1955 hatte er an der Universität Zürich die Lizenziatsprüfung absolviert sowie die Diplomprüfung für den höheren Schuldienst. Von 1957 bis 1961 war er am Lehrerseminar in Wettingen tätig und von 1961 bis 1969 im Schuldienst in Baden (Schweiz). Im Jahre 1966 habilitierte er sich an der Universität Zürich für das Fach Romanistik und wurde 1969 Leiter des Sprachlabors und des Phonogrammarchivs an der Universität Zürich, ausserdem Assistenzprofessor für Angewandte Linguistik. 1990 trat er in den Ruhestand.
Neben seinen Veröffentlichungen zur allgemeinen Angewandten Linguistik beschäftigte sich Ebneter vor allem mit dem Rätoromanischen und legte hierüber umfangreiche Werke vor.

## Veröffentlichungen (Auswahl)
- Poème sur les signes géomantiques en ancien provençal. Publ. d’après le manuscrit unique de la Bibliothèque Nationale de Paris. In: Bibliotheca Helvetica Romana. Bd. 2. Graf, Lausanne 1955 (zugleich Dissertation Universität Freiburg/Schweiz).
- Strukturalismus und Transformationalismus. Einführung in Schulen und Methoden. List, München 1973, ISBN 3-471-61423-0.
- Das bündnerromanische Futur. Syntax der mit vegnir und habere gebildeten Futurtypen in Gegenwart und Vergangenheit. In: Romanica Helvetica. Bd. 84. Francke, Bern 1973 (zugleich Habilitationsschrift Universität Zürich).
- Variabilität und System (= Innsbrucker Beiträge zur Sprachwissenschaft. Vorträge und kleinere Schriften. Bd. 14). Innsbruck 1974, ISBN 3-83-124527-X.
- Angewandte Linguistik. Eine Einführung. UTB, Bd. 421 u. 523. Fink, München 1976, ISBN 3-7705-1214-6 und ISBN 3-7705-1215-4).
- Wörterbuch des Romanischen von Obervaz Lenzerheide Valbella (= Beihefte zur Zeitschrift für romanische Philologie. Bd. 187). Niemeyer, Tübingen 1981, ISBN 3-484-52187-2.
- Konditionen und Restriktionen in der Generativen Grammatik (= Tübinger Beiträge zur Linguistik. Bd. 253). Narr, Tübingen 1985, ISBN 3-87808-853-1.
- mit Paul Mauriac: Dictionnaire des verbes du français parlé. 2. Aufl. Zürich 1990, ISBN 3-905494-15-9.
- Wörterbuch der Verben des gesprochenen Surselvischen <Oberländischen>. Niemeyer, Tübingen 1991, ISBN 3-484-50316-5.
- Wörterbuch der Verben des gesprochenen Unterengadinischen. Niemeyer, Tübingen 1991, ISBN 3-484-50315-7.
- Strukturen und Realitäten. Aufsätze zur Romanität Graubündens und Norditaliens. In: Romanica Helvetica. Bd. 110. Francke, Basel 1993, ISBN 3-7720-2046-1.
- Syntax des gesprochenen Rätoromanischen (= Beihefte zur Zeitschrift für romanische Philologie. Bd. 259). Niemeyer, Tübingen 1994, ISBN 3-484-52259-3.